# 宮川大助・花子のハテはてな?
『宮川大助・花子のハテはてな？』（みやがわだいすけはなこのはてはてな？）は、2012年10月7日から2022年3月27日まで山陰放送（BSSテレビ）で毎週日曜日に放送されていたミニ番組。

## 概要
宮川大助・花子の冠番組で、2人が山陰地方のエコや環境保全などに関する事柄を紹介していく番組。
中国電力の一社提供番組である。
基本的に映像は大助・花子の顔だけ映るCG画面でのトークと、VTRで構成されるが、まれに二人がロケに出かけることもある。
2020年5月31日放送分から新型コロナウイルス感染症の流行の影響で、CGアニメーションに声の出演の形態に変更。

## 放送時間
| 放送対象地域   | 放送局                   | 放送期間                 | 放送日時               | 放送系列 | 備考                                     |
| -------------- | ------------------------ | ------------------------ | ---------------------- | -------- | ---------------------------------------- |
| 鳥取県・島根県 | 山陰放送（BSSテレビ）    | 2012年10月 -             | 毎週日曜 11:24 - 11:30 | JNN      | 制作局                                   |
| 岡山県・香川県 | RSK山陽放送（RSKテレビ） | 2014年3月 - 7月6日       | 毎週日曜 11:23 - 11:30 | JNN      | 香川県は基本的に四国電力送配電の供給区域 |
| 岡山県・香川県 | RSK山陽放送（RSKテレビ） | 2015年10月4日 - 12月20日 | 毎週日曜 12:54 - 13:00 | JNN      | 香川県は基本的に四国電力送配電の供給区域 |
| 岡山県・香川県 | RSK山陽放送（RSKテレビ） | 2016年10月16日 -         | 毎週日曜 12:54 - 13:00 | JNN      | 香川県は基本的に四国電力送配電の供給区域 |
| 広島県         | 中国放送（RCCテレビ）    | 2015年10月 -             | 毎週土曜 18:55 - 19:00 | JNN      |                                          |
| 山口県         | テレビ山口（tys）        | 2015年10月 -             | 毎週金曜 22:54 - 23:00 | JNN      |                                          |

## 出演者
- 宮川大助・花子

大助・花子のどちらかが入院・療養で休演時は娘の宮川さゆみが代演、親子3人共演の回もある。
- 山根伸志（BSSアナウンサー）- 博士役のナレーション

ゲスト出演者
- 石田靖
- レギュラー
- かまいたち
- 山崎静代
- ガレッジセール
- おかずクラブ